# أنطاكية (تركيا)
أنطاكية (بالتركية: Antakya) مدينة تقع على الضفة اليسرى لنهر العاصي على بعد 30 كم من شاطئ البحر المتوسط في محافظة حطاي التركية.
بعد انقضاء الحرب العالمية الأولى عادت أنطاكية إلى سوريا ليحكمها السوريون بعد أن خرج الحكم العثماني التركي من الوطن العربي، ولكن سلطات الإنتداب الفرنسي على سوريا بين 1920 م و 1946 م تخلت عن منطقة لواء الإسكندرون لتركيا ومن ضمنها مدينة أنطاكية سنة 1939 م، وذلك تحقيقا لمصالح معينة مخالفةً بذلك بنود اتفاقية الانتداب بالحفاظ على وحدة أراضي الدولة المنتدب عليها. وهكذا تقع هذه المدينة اليوم في الأراضي التركية ضمن محافظة هاتاي، علمًا بأن لواء الإسكندرون في سوريا لا يزال يرسم ضمن الخارطة الوطنية السورية كجزء من أراضي البلاد. تعرضت أنطاكيا لعدة زلازل مدمرة عبر تاريخها. أحد أبرز هذه الزلازل وقع في عام 115 ميلاديًّا خلال زيارة الإمبراطور الروماني تراجان، مما أدى إلى تدمير أجزاء كبيرة من المدينة. كما شهدت المدينة زلزالًا آخر في عام 526 ميلاديًّا، تَسَبَّب في دمار واسع النطاق وخسائر بشرية كبيرة.

## الأهمية الدينية
لأنطاكية أهمية كبيرة لدى المسيحيين في الشرق، فهي أحد الكراسي الرسولية إضافة إلى روما والإسكندرية والقسطنطينية والقدس، وبطاركة الطوائف التالية يلقبون ببطريرك أنطاكية: السريان الأرثوذكس، الأرثوذكس الشرقيون، السريان الكاثوليك، الروم الكاثوليك، السريان الموارنة.
كانت أنطاكية تلقب «تاج الشرق الجميل» و«أروع مدن الشرق» لكونها ملتقى أهم الطرق التجارية، ولم تكن عاصمة إدارية وثقافية وعسكرية فحسب، بل أيضًا برزت أهميتها المسيحية باكرًا على ما يذكر سفر الأعمال. كانت الجماعات المسيحية الأولى تتواجد في المدن الكبرى، يرأسها أسقف هو أحد تلامذة المسيح أو أحد من انتدبهم التلامذة، ومع تزايد عدد المسيحيين أقام الأساقفة معاونين لهم ذوي صلاحيات رعائية هم القسس، غير أنهم يمثلون الأسقف ويتحدون معه.
ومع انتشار المسيحية نحو الأرياف والمدن الأصغر حجمًا، لم يعد القسس أو الكهنة في ذات المدينة، بل أصبحت ولاية الأسقف تشمل رقعة جغرافية معينة، ومع تزايد عدد المسيحيين، لم يعد باستطاعة أسقف واحد أن يقوم بإدارة جميع الرعايا، فظهرت أسقفيات جديدة، أي يقوم أسقف أو أكثر بتعيين أسقف على ولاية جغرافية جديدة شرط أن تحوي كنائس ذات حجم كاف، غير أن الأسقف الجديد يظلّ في القضايا الخطيرة وفي الروابط الثقافية يرتبط بالكنيسة الأم التي تفرّع عنها، وهكذا ظهرت علاقة بين أسقفيات أم - أسقفيات بنت.
لا تزال تعيش في المدينة واحدة من أقدم الجماعات المسيحيّة في العالم، وهم الروم الأنطاكيون وهم مسيحيون عرب أعضاء في ذات الطقس البيزنطي ويتبعون طقسيًا بطريركية أنطاكية وسائر المشرق للروم الأرثوذكس وكنيسة الروم الملكيين الكاثوليك، ويقيمون في أراضي محافظة هتاي في تركيا المعاصرة، وتعتبر البلدة القديمة في مدينة أنطاكية نواة ومهد هذه الجماعة، بسبب الهجرة المسيحية الكثيفة يعيش عدد كبير من أبناء هذه الجماعة في المهجر خصوصًا في الأمريكتين.
يتحدث الروم الأنطاكيون اليوم اللغة العربية في تركيا. اللغة الطقسيّة هي غالبًا اللغة اليونانية بجانب اللغة التركية أو العربية. يعيش اليوم في تركيا حوالي 18,000 نسمة (2008) مسيحي عربي (رومي أنطاكي)، في إسطنبول، والإسكندرونة، ومرسين، وأضنة، والسويدية، والقصير ويتحدثون باللغة العربية والتركية.

## الجغرافيا والمناخ
تقع أنطاكيا على ضفاف نهر العاصي، وتحيط بها جبال الأمانوس من الشمال والغرب، مما يمنحها موقعًا جغرافيًّا مميزًا. تتمتع المدينة بمناخٍ متوسطيّ، حيث يكون الصيف حارًّا وجافًّا، والشتاء معتدلًا وممطرًا. هذا المناخ ساهم في تنوُّع الغطاء النباتي والزراعي في المنطقة.

## الثقافة والمعالم السياحية
تُعتَبَر أنطاكيا ملتقى للثقافات والحضارات المختلفة، مما انعكس على تنوُّع معالمها السياحية والثقافية. من أبرز هذه المعالم:
- متحف هاتاي للآثار: يُعرف هذا المتحف باحتوائه على مجموعة واسعة من الفسيفساء الرومانية والبيزنطية، مما يجعله مقصدًا مهمًّا للمهتمين بالتاريخ والفنون.[13]
- كنيسة القديس بطرس: تُعتَبَر واحدة من أقدم الكنائس المسيحية في العالم، ويُعتقد أنها كانت مكان اجتماعٍ للمسيحيين الأوائل.[13]

الأسواق التقليدية: تتميّز أسواق أنطاكيا بتنوُّعها وثرائها، حيث يمكن للزوار تجربة المأكولات المحلية وشراء الحِرَف اليدوية التقليدية.